# 林西肯站
林西肯站（英語：Linthicum station）是巴爾的摩輕軌的車站之一，是主線的最後一站。南下列車分別往兩條支線之一行駛；其一往BWI馬歇爾機場站，另一則往克隆威爾／格蘭伯尼站。
本站目前無免費公共停車場。
本站目前無巴士行經。
林西肯站使用了以前由巴爾的摩與安納波利斯鐵路使用的鐵道。由米德軍營路與班頓大街以及林西肯義消隊可經由人行道抵達本站。另一條人行道則由本站通往軌道對面的歐克戴爾路。本站於1993年開始營業，通往巴爾的摩－華盛頓國際機場輕軌站的支線則於1997年建成。一項於2011年8月至2012年4月進行的調查顯示，本站每天平均運量為372人，67%轉乘至巴爾的摩－華盛頓國際機場，只有33%是由附近社區步行抵達者。
有人認為本站為鄰近社區帶來犯罪（包括一起殺人未遂案），因此倡議關閉本站。關閉此站的建議早自1994年就有人提出。馬里蘭運輸局並未考慮關閉本站，但考慮與進行了某些加強安全的措施，包括緊急報警電話、監視攝影機，以及提早在下午8時便關閉車站。

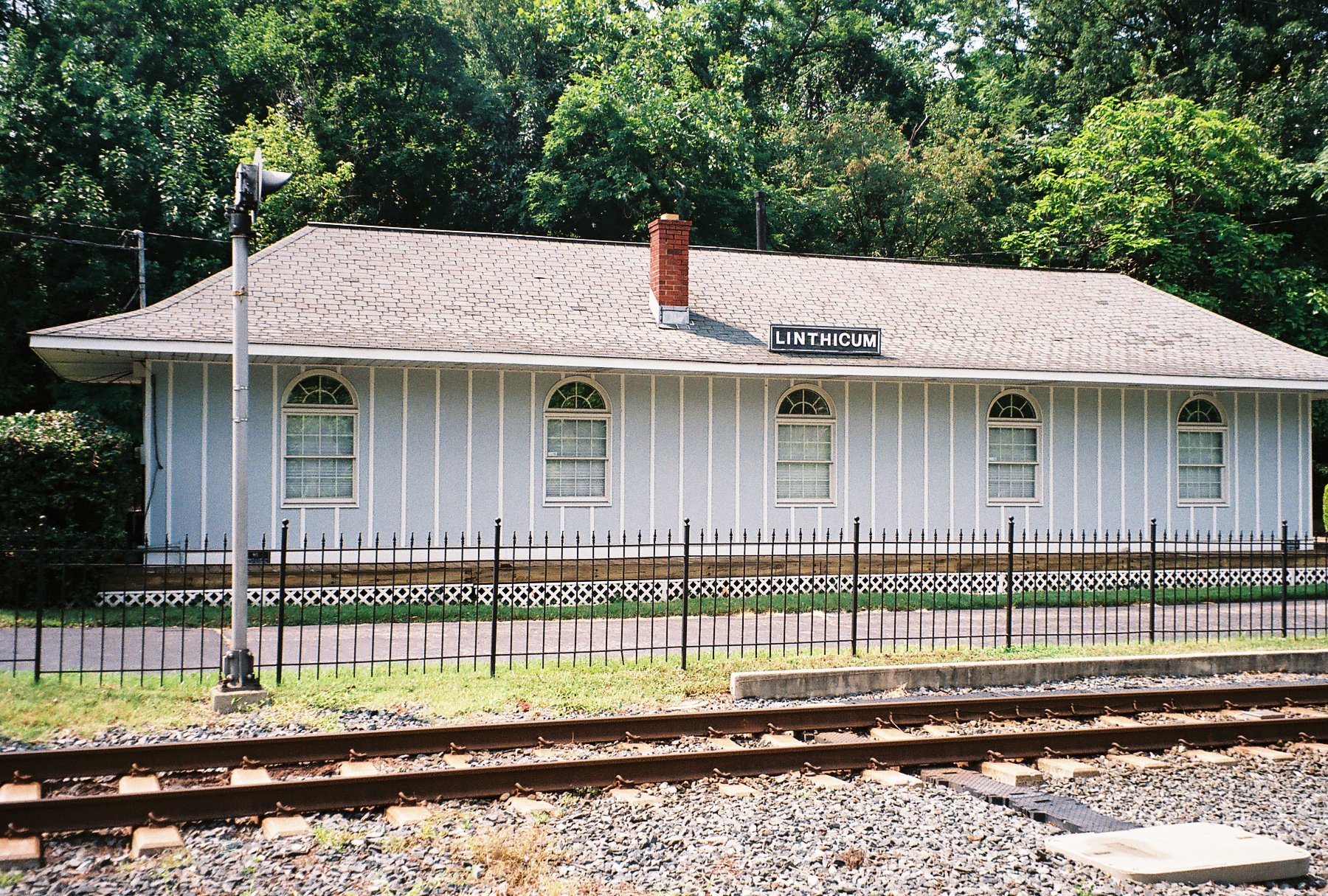
在林西肯站北方，屬於原巴爾的摩與安納波利斯鐵路的舊林西肯車站

## 外部連結
- Schedules
- March 1998 image of the existing station (Jon Bell's Baltimore, Maryland: Transit Links) （页面存档备份，存于）
- Camp Meade Road entrance from Google Maps Street View
- Oakdale Road entrance from Google Maps Street View